# Barney và Betty Hill
Barney và Betty Hill là cặp vợ chồng người Mỹ tuyên bố họ bị sinh vật ngoài Trái Đất bắt cóc tại một vùng nông thôn ở Portsmouth, New Hampshire từ ngày 19 đến ngày 20 tháng 9 năm 1961. Đây là báo cáo đầu tiên được công bố rộng rãi về một vụ người ngoài hành tinh bắt cóc ở Hoa Kỳ.
Biến cố này được giới nghiên cứu UFO gọi là "Vụ bắt cóc nhà Hill" và "Sự kiện Zeta Reticuli" vì bản đồ sao mà người ngoài hành tinh cho Betty Hill xem có thể là hệ sao Zeta Reticuli theo một số nhà nghiên cứu. Câu chuyện của họ đã được chuyển thể thành cuốn sách bán chạy nhất năm 1966 nhan đề The Interrupted Journey và bộ phim truyền hình năm 1975 The UFO Incident. Vào đầu thế kỷ 21, giới làm phim đã công bố kế hoạch về một bộ phim điện ảnh và một bộ phim truyền hình dựa trên sự kiện này, mặc dù tính đến năm 2022 vẫn chưa có bộ phim nào được đưa vào quá trình sản xuất.
Hầu hết ghi chú, băng ghi âm và các vật phẩm khác của Betty Hill đều được đặt trong bộ sưu tập vĩnh viễn tại trường cũ của bà là Đại học New Hampshire. Tháng 7 năm 2011, Phòng Tài nguyên Lịch sử New Hampshire đã đánh dấu địa điểm được cho là nơi tiếp cận đầu tiên của phi thuyền bằng một điểm đánh dấu lịch sử.
Câu chuyện của nhà Hill đã được công bố rộng rãi trên sách báo và phim ảnh.